# Stade national du 11-Novembre
Le stade national du 11-Novembre (en portugais : Estádio Nacional 11 de Novembro) est un stade omnisports situé dans la commune de Camama, à Talatona, près de Luanda en Angola.
Dès son ouverture, il sera utilisé pour la plupart des matchs de football et accueillera les évènements principaux du pays comme la CAN 2010. Ce stade aura la capacité de 50 000 places.

## Histoire
Ce stade a été choisi pour accueillir les matchs du groupe A de la Coupe d'Afrique des nations de football 2010, ainsi que les cérémonies d'ouverture et de clôture de la compétition.
Inauguré le 27 décembre 2009 en présence du Président José Eduardo dos Santos, le stade a une capacité de 50 000 spectateurs, et répond à toutes les exigences de fonctionnalité, de sécurité et de modernité imposée par la FIFA.
Il a été édifié par la Shanghai Urban Construction Group Corporation, avec l'aide de 1 200 travailleurs chinois et de 350 angolais.

## Événement
- Coupe d'Afrique des nations de football 2010